# Rafaela (telenovela de 1977)
Rafaela es una telenovela venezolana hecha en el año 1977 por el productor José Enrique Crousillat para la cadena Venevisión. Es una historia original de Delia Fiallo.
Fue protagonizada por Chelo Rodríguez y Arnaldo André, con las participaciones antagónicas de Alma Ingianni, Yolanda Méndez, Fernando Flores y Haydée Balza. 

## Trama
Rafaela Martínez es una mujer humilde que ha luchado para lograr su sueño de estudiar medicina. Su madre, Caridad Martínez (Ana Castell), es una mujer pobre, ignorante y promiscua que ha tenido seis hijos de hombres diferentes. Sus hijos tienen diferentes personalidades y cada uno lucha en ese ambiente de pobreza, unos por el camino del bien y otro es absorbido por la sociedad y cae en la delincuencia. 
Rafaela quiere a su madre, pero la vida que lleva es muy difícil. Rafaela hace su internado profesional en un prestigioso hospital cuyo director es el doctor Rafael de la Vega (Raúl Xiqués), su padre. Este médico millonario, que embarazó a Caridad sin que él supiera, vive con remordimientos por no haber sabido que Rafaela existía, por eso quiere reconciliarse con su hija ya que ésta siente un remordimiento al pensar que su padre abandonó a su madre. Está casado con una mujer de carácter fuerte y muy orgullosa, tienen una hija que es una chica muy tímida, ésta conoce a Rafaela y a su hermano Chucho del que se enamora y se convierte en un amor muy inocente. 
Rafaela se enfrenta a su padre y le expresa todo su desprecio. Al hospital viene a trabajar un mujeriego doctor, José María Baéz que se enamora de Rafaela. Esta lo rechaza ya que vive asustada por tener el mismo destino que su madre y menosprecia a los hombres. Sin embargo, José María logra enamorarla. Este se enamora verdaderamente de Rafaela, pero su felicidad se ve empañada al llegar al país la esposa de José María, Mireya (Alma Ingianni), a la que él abandonó cuando falleció el hijo de ambos. Mireya lo culpa de la muerte del niño. Se une a la esposa de Rafael para separlos y así ella poder reconquistarlo.

## Elenco
- Chelo Rodríguez - Rafaela Martínez
- Arnaldo Andre - Juan José Báez
- Alma Ingianni - Mireya
- Haydée Balza - Ileana
- Yolanda Méndez - Morelia de Antúnez
- Ana Castell - Caridad Martínez
- Juan Frankis - Guanipa
- Caridad Canelón - Belén Martínez
- Fernando Flores - Rene
- Betty Ruth - Maria
- Esperanza Magaz - Rosario
- Elluz Peraza
- Franklin Vírgüez - Guillermo Cedeño
- Henry Galué
- Herminia Martínez - Rosalba Martínez ´´La Muñeca´´
- José Luis Silva -Porfirio
- Leon Jose Silva - Raul
- Leopoldo Regnault - Carlos Luis
- Miriam Ochoa - Arelys
- Manuel Escolano - Alfredo
- Omar Omaña - Chucho / Billy Martínez
- Raúl Xiqués - Rafael Antúnez
- Carlos Augusto Pillete - Chamito
- Zoé Ducos - Dra. Vergara
- Elisa Escámez - Carmita
- Chumico Romero - La Romana
- Ángel Acosta - Víctor Acuña
- Olga Castillo - Esperanza
- Humberto Tancredi - Alcides
- Enrique Alzugaray - Diógenes
- Elena Farias - Alicia Antúnez
- Soledad Rojas - Fina
- Oswaldo Mago - Flaco
- Angie - Lulin Martínez

## Versiones
- El canal venezolano RCTV realizó dos versiones de esta telenovela, la primera en el año 1987 titulada Roberta y protagonizada por Tatiana Capote y Henry Zakka,  y la segunda versión de RCTV fue realizada en el año 1994 titulada Alejandra, bajo la producción de Hernando Faria y Jhonny Pulido Mora, dirigida por Olegario Barrera y protagonizada por María Conchita Alonso y Jorge Schubert.[1]

- Grupo Televisa realizó la nueva versión en  2011 titulada bajo el mismo nombre Rafaela bajo la producción de Nathalie Lartilleux Nicaud y protagonizada por Scarlet Ortiz y Jorge Poza.[2]